# Onnaing
Onnaing é uma comuna francesa na região administrativa de Altos da França, no departamento do Norte. Estende-se por uma área de 12.97 km². Em 2010 a comuna tinha 8 878 habitantes (densidade: 684,5 hab./km²).